# Sitio de Montevideo (1811)
El Primer Sitio de Montevideo se desarrolló entre mayo y octubre de 1811. Las tropas de las Provincias Unidas del Río de la Plata sitiaron la ciudad de Montevideo, último bastión realista en el Río de la Plata.

## Antecedentes
El 25 de mayo de 1810, un movimiento revolucionario depuso al virrey Baltasar Hidalgo de Cisneros y formó gobierno en Buenos Aires: la Primera Junta, con lo que se desconocía la autoridad del Consejo de Regencia de España e Indias establecido en Cádiz.
No obstante, tanto Montevideo, como Paraguay y las provincias del Alto Perú, que dependían formalmente de Buenos Aires en tanto sede del Virreinato del Río de la Plata, resolvieron no adherir al pronunciamiento y reconocer en cambio al Consejo de Regencia de España e Indias.
Buenos Aires envío un ejército al norte, donde llevó adelante la Primera expedición auxiliadora al Alto Perú, y otro al Paraguay, al mando de Manuel Belgrano. 
En cuanto al frente oriental, hasta tanto se contara con una flota, los juntistas no podían hacer demasiado. Tras el fracaso de las negociaciones, el comandante del Apostadero Naval José María Salazar dispuso el bloqueo de Buenos Aires, mientras ocupaba las restantes plazas de la Banda Oriental que, o bien dependían directamente de Buenos Aires, o se habían pronunciado por la Junta: Colonia, Maldonado y otras.

## Desarrollo

### La Banda Oriental

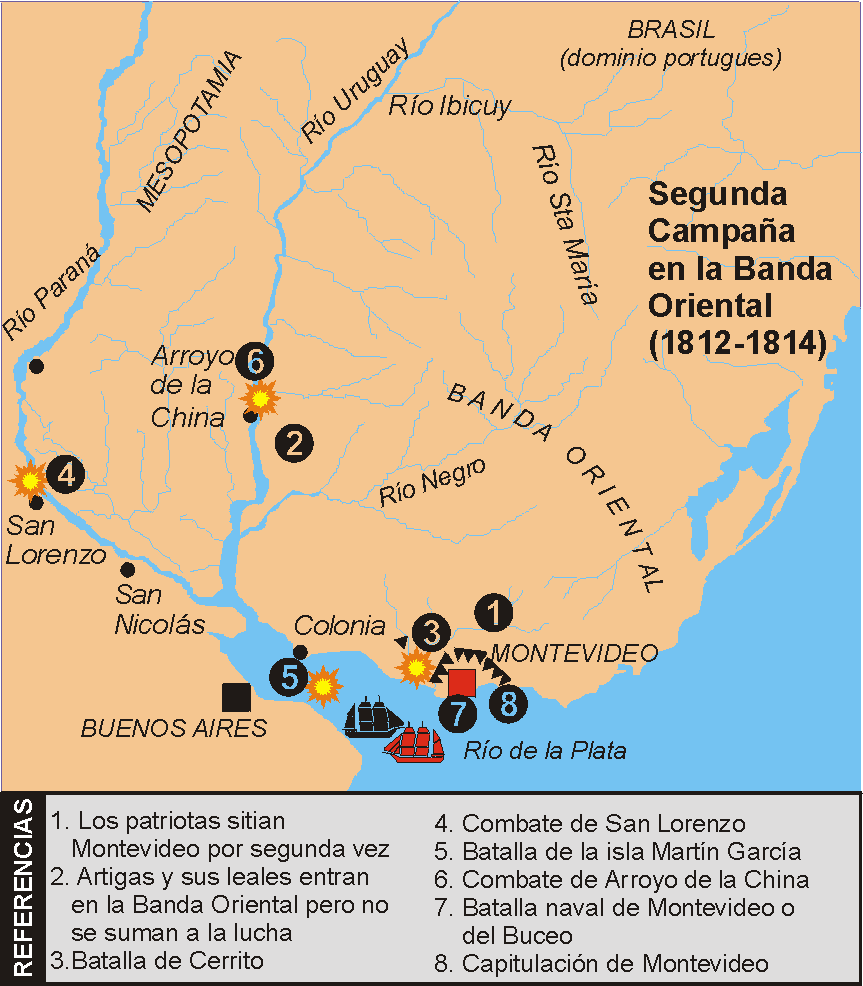

En octubre de 1810 llegó a Montevideo el general Gaspar de Vigodet y se hizo cargo del gobierno. Envió una división al mando del capitán de navío Juan Ángel de Michelena para interrumpir las líneas de comunicaciones y abastecimiento del ejército de Belgrano. Tras ocupar Concepción del Uruguay (Arroyo de la China) el 6 de noviembre, Michelena controló Gualeguaychú y Gualeguay. Los realistas intentaron entonces ocupar Nogoyá y avanzar sobre La Bajada, hoy Paraná, y el Río Paraná, pero la resistencia de las partidas de milicianos lo impidió. 
En diciembre de 1811 había regresado a Montevideo Francisco Javier de Elío con la designación como virrey del Río de la Plata. Tras recibir el rechazo a su autoridad por parte de Buenos Aires la declaró ciudad rebelde y estableció la nueva capital del virreinato en Montevideo.

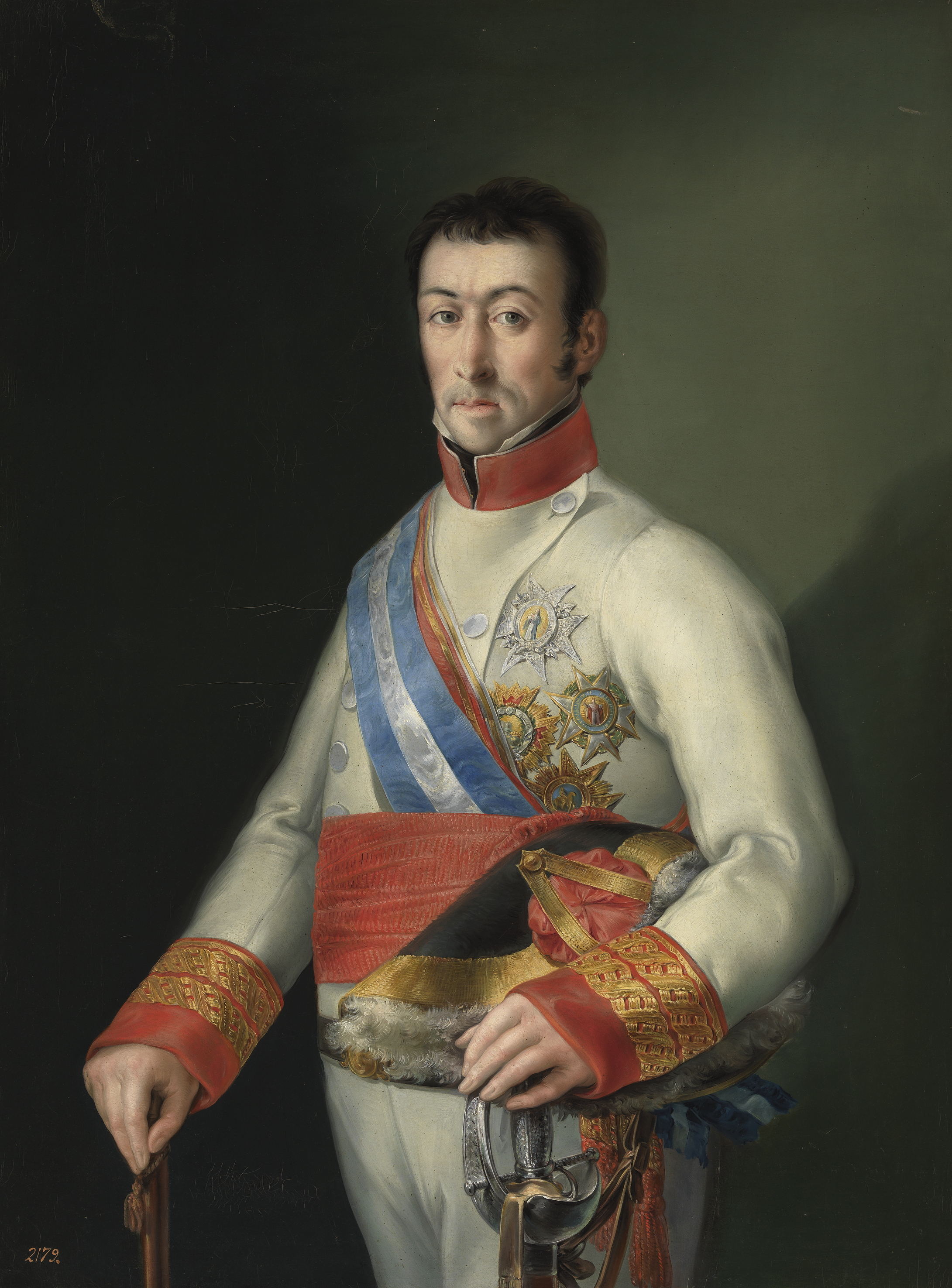
Francisco Javier Elío.

La respuesta favorable de la campaña oriental a la Revolución de Mayo fue en aumento, estimulada por las medidas represivas adoptadas por Elío.
El 28 de febrero de 1811, dos caudillos locales, Venancio Benavídez y Pedro Viera, se pronunciaron en Soriano, a orillas del arroyo Asencio, a favor del gobierno revolucionario de Buenos Aires. Tras el Grito de Asencio y el levantamiento de Mercedes y Soriano, la sublevación se propagó por la campaña de la Banda Oriental. 
Elío no dio importancia al levantamiento y demoró la respuesta militar:

Al principio creí que solo eran algunas partidas de ladrones, pero luego se han reunido y capitaneados por oficiales que han desertado de las tropas de mi mando, con muchos soldados de las mismas y una multitud de gente de esta, desnudas y sin domicilio, que llaman "gauchos", forman varios cuerpos; han atacado varias poblaciones abiertas, han quitado los comandantes, han amarrado a todo lo europeo, les han saqueado su casa... abierta una guerra clara contra todo español.

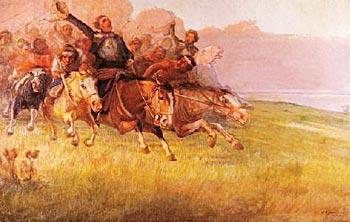
El grito de Asensio.

El gobierno de Buenos Aires dio órdenes a Belgrano de abandonar Paraguay y dirigirse con su ejército sobre el Uruguay. Incorporó a la división a José Gervasio Artigas como comandante de milicias, y a José Rondeau como segundo de Belgrano. Belgrano quería bloquear el comercio del Paraguay, pero la escuadra realista al mando del capitán Jacinto de Romarate destruyó la patriota de Juan Bautista Azopardo en el Combate de San Nicolás el 4 de febrero de 1815.
Finalmente los realistas debieron evacuar la margen occidental del Uruguay en marzo de 1811, con lo que la situación volvía a los inicios del conflicto: control de la banda oriental y los ríos interiores por los realistas y de la occidental por los patriotas.

### Sublevación de la campaña

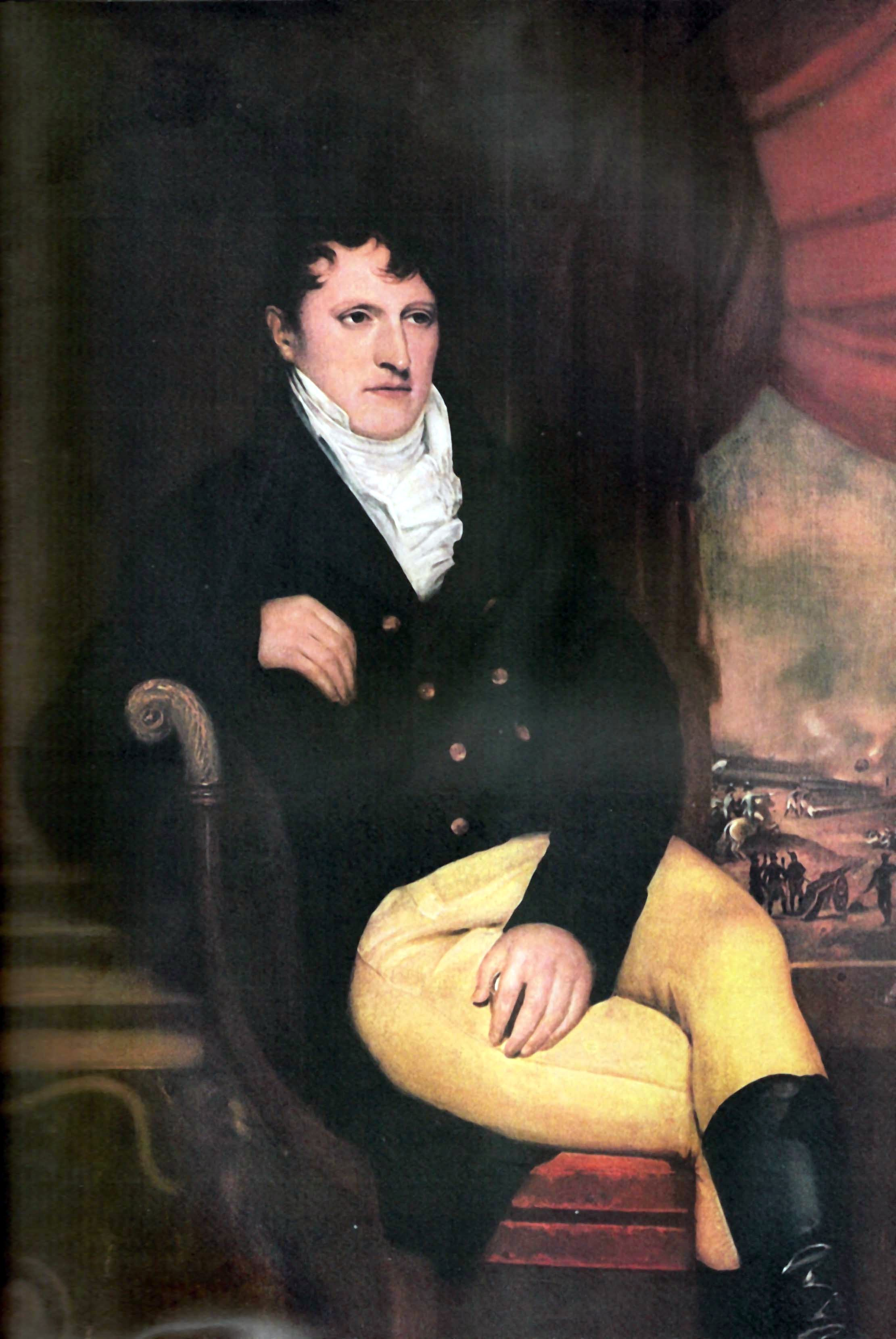
Manuel Belgrano.

El ejército revolucionario al mando de Belgrano, tras haber reunido sus fuerzas en Candelaria (Misiones), atravesó la Mesopotamia y cruzó el río Uruguay, instalando su cuartel general en Mercedes en abril. Casi toda la Banda Oriental estaba en armas, excepto Colonia (a cargo de Gaspar de Vigodet), Montevideo (Elío), Maldonado (coronel Francisco Javier de Viana) y otros pueblos que tenían alguna guarnición. 
Tras el movimiento de los orilleros del 5 y 6 de abril de 1811 en Buenos Aires, en una de las peores decisiones de la historia de la revolución, Belgrano fue llamado el 27 de abril para rendir cuentas de su derrota en Paraguay, cargo del que sería librado en agosto.
Belgrano desarrollaba una intensa y eficaz actividad diplomática con los líderes paraguayos Fulgencio Yegros y el general Manuel Cabañas, que desembocaría en la formación de una Junta revolucionaria en Paraguay el 14 de mayo, en el tratado del 12 de octubre y el cierre del tercer frente. Al mismo tiempo negociaba con los portugueses para demorar su intervención, y también con Vigodet y los comandantes de escuadras de Montevideo, para alentarlos a pasarse al movimiento. Mientras tanto, había conseguido ya reunir un ejército de más de 3000 hombres, poner orden en la multitud dispersa de partidas rebeldes, conciliar los conflictos entre sus líderes y entre ellos y los del ejército porteño y definir un plan de operaciones. Según este plan, Manuel Artigas operaría en el norte, José Artigas en el centro y Benavídez contra Colonia. El plan avanzaba y la capitulación de El Colla (21 de abril), Minas (24 de abril), la caída de Canelones y Maldonado (29 de abril), la victoria de San José (25 de abril) y en el oeste caería Rocha, el 7 de mayo, parecían mostrar como inminente la derrota de Elío.
Quedó a cargo del ejército José Rondeau, con Artigas como Comandante Principal de las Milicias Patrióticas.

### La Batalla de las Piedras

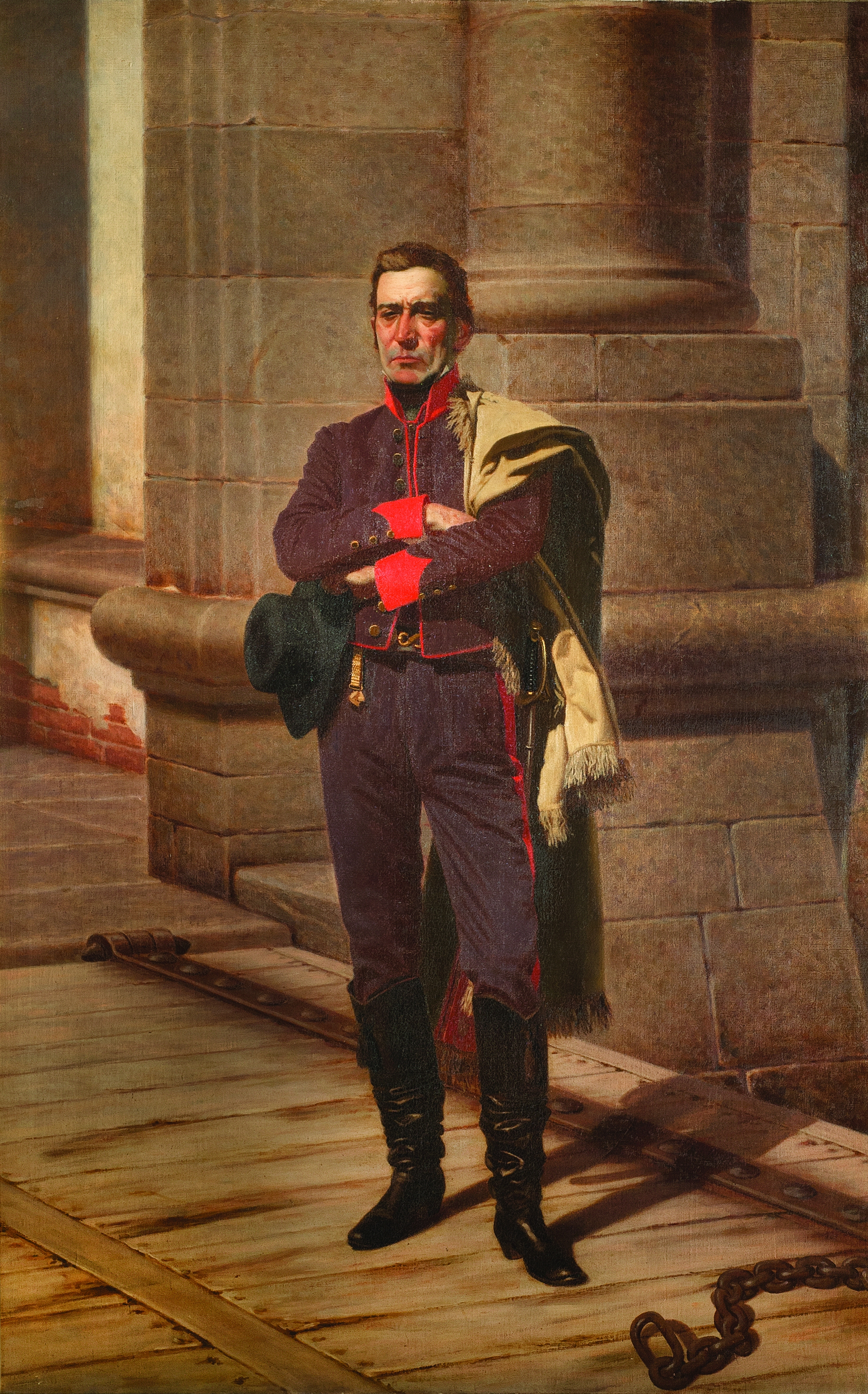
Artigas.

Elío, viendo estrecharse el cerco sobre Montevideo envió al capitán de fragata José Posadas con una división de 1230 hombres. Posadas estableció su campamento en Las Piedras, mientras que Artigas el 12 de mayo hizo lo propio en Canelones llegando a reunir unos 400 hombres de infantería y 600 de caballería.
En la mañana del 18 se inició el combate. El ala derecha patriota al mando del capitán Antonio Pérez logró desalojar al ala izquierda y la artillería ubicadas en una loma, y los realistas retrocedieron al pueblo, donde fueron cercados. Se rindieron al finalizar el día: la división completa había sido aniquilada, y quedaban en manos de los patriotas 482 prisioneros, incluidos 23 oficiales y el comandante.
El triunfo de la batalla de las Piedras dio a los juntistas el dominio total de la campaña. Salazar la llamaría pérdida irreparable y cruel catástrofe',' pues en ella se perdió toda la Marina que es el principal apoyo de la plaza. Por otra parte, Benavides había iniciado el sitio de Colonia, defendida por Vigodet, quien tras las Piedras recibió orden de replegarse a Montevideo, por lo que el 27 de mayo era recuperada Colonia del Sacramento.
El ejército revolucionario iba bajo el mando del comandante en jefe, coronel José Rondeau, su jefe de Estado Mayor, Miguel Estanislao Soler, el comandante de la caballería, coronel José Gervasio Artigas, y el jefe de la infantería, teniente coronel Martín Galain. La vanguardia iba al mando del teniente coronel graduado Benito Álvarez y se componía del batallón de Patricios, dos compañías de blandengues de Montevideo y milicias de caballería (1.880 plazas). La primera división iba al mando del capitán José Melián, y se conformaba por dos compañías de Granaderos, nueve del batallón n.º 2, dos del batallón Patricios, una de correntinos y dos de caballería oriental (576 plazas) y 120 dragones a caballo; la segunda división, al mando del teniente coronel Agustín Sosa, formada por el regimiento de Granaderos Pardos y Morenos (450 plazas); la tercera división era liderada por el teniente coronel Venancio Benavides y se formaba exclusivamente por caballería oriental (984 plazas). Existía también una reserva, al mando del capitán Rafael Hortiguera, conformada por dos compañías del batallón n.º 2, tres de blandengues, tres de correntinos y una de infantes correntinos (590 plazas).

## Montevideo sitiada

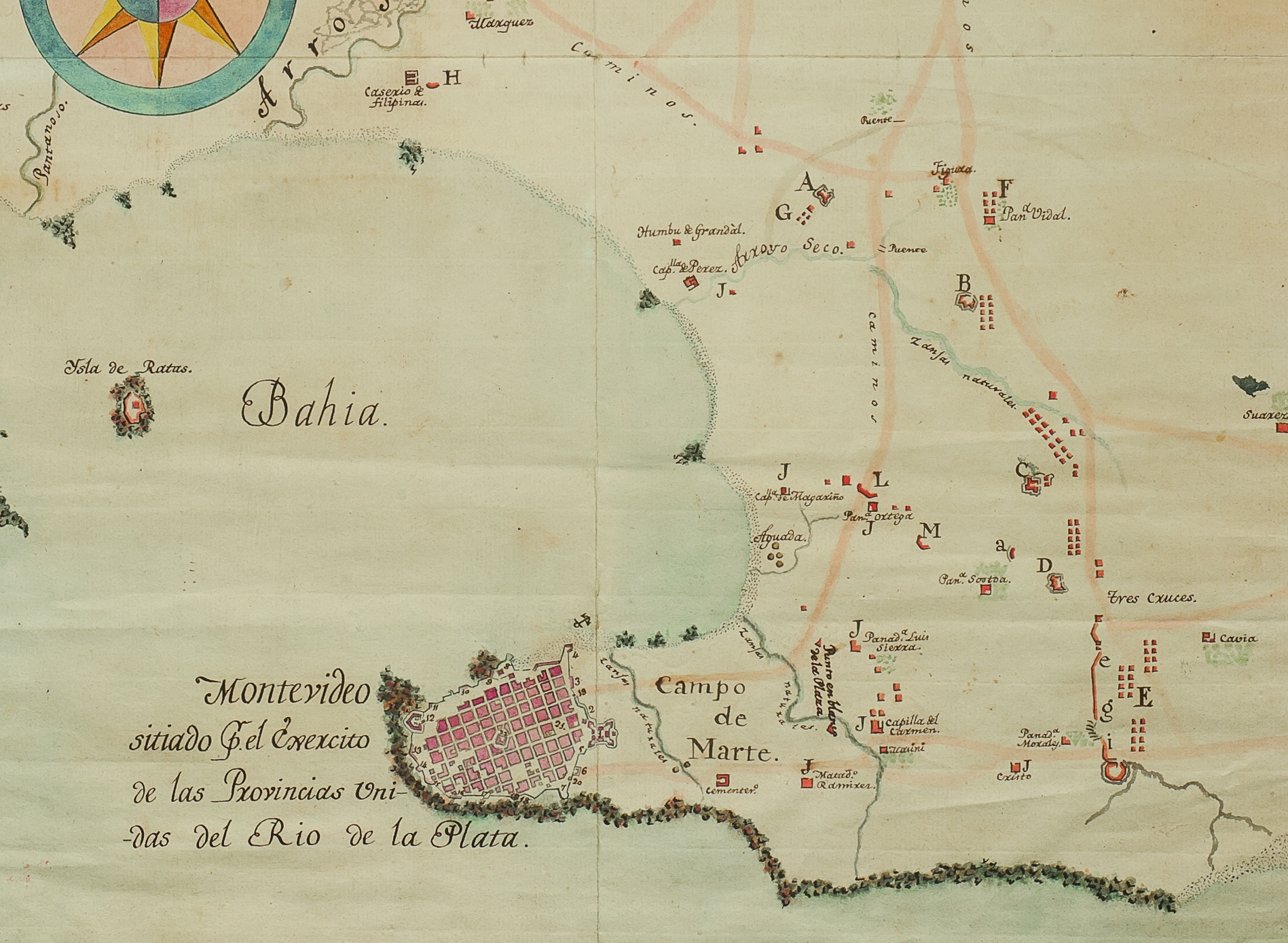
Montevideo.

Aprovechando el efecto de la moral de su victoria, Artigas exige la rendición de Montevideo. Rechazada ésta, el 21 de mayo la somete a un estrecho sitio, privándola de recursos y estableciendo sus huestes en el Cerrito. Rondeau se incorpora al sitio con sus fuerzas y estado mayor el 1 de junio.
La ciudad tenía muros de nueve metros de altura y seis de ancho, con cuatro bastiones rodeados por un foso. El sistema de defensa de la ciudad se completaba con la Fortaleza del Cerro, el Fuerte de San José del Real de San Felipe y Santiago y la isla de las Ratas, ubicada en la bahía, donde los realistas habían construido una batería, depósito de pólvora y un centro de detención. La nueva batería y sus fortificaciones, que contaban con diez cañones, seis de a 24, dos de 18 y 2 de 12, había sido diseñada el 15 de marzo por el brigadier José del Pozo y Marquy, Ingeniero Comandante de Montevideo.
No obstante, el bloqueo era incompleto, por cuanto la escuadra realista mantenía el control del Río de la Plata y los ríos Uruguay y Paraná. Así, Montevideo estuvo en condiciones de impedir la caída de la plaza y bloquear a su vez por mar al puerto de Buenos Aires, mientras efectuaba incursiones en los ríos interiores para hostigar las poblaciones ribereñas, crear o acentuar disensiones y asegurar el abastecimiento mínimo de la ciudad.

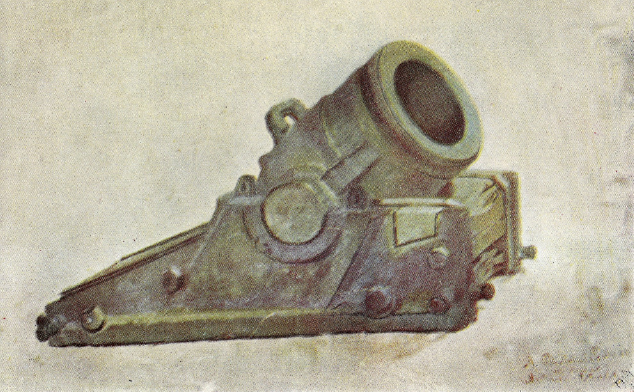
Mortero utilizado en el bombardeo de Montevideo.

Con 50 cañones y el control aún indiscutido del río, la ciudad era inexpugnable para un ejército sitiador de escasa artillería, por lo que las fuerzas al mando de Rondeau se limitaron fundamentalmente a asegurar el control de los accesos a la ciudad de manera que no pudieran proveerse de alimentos y agua (los pozos quedaban fuera de sus límites) más que por medio de su flotilla. Mientras, la artillería revolucionaria bombardeaba la plaza, de día con sus cañones y de noche con los morteros construidos por el ingeniero Ángel Monasterio.

### Isla de las Ratas
A mediados de 1811 el bombardeo a los bastiones de Montevideo estaba a punto de concluir por falta de pólvora, por lo que se pensó en atacar la batería enemiga en la isla de las Ratas, en la bahía de la ciudad, y capturar el depósito de pólvora que allí existiera. Rondeau y Soler acordaron llevar a cabo el proyecto y pusieron al mando de la infantería y del comando de la operación al capitán del Regimiento Dragones de la Patria Juan José Quesada, quien conformó una fuerza de setenta voluntarios, incluyendo los bogadores procedentes de los diversos cuerpos que participaban del bloqueo. 
Quesada nombró como su segundo al teniente de Dragones José Caparrós, mientras que el mando de los botes, provistos por pescadores del arroyo Miguelete, correspondía al teniente de Marina Pablo Zufriategui, quien tenía por segundo al piloto y ayudante interino de artillería Vicente Barbas.
El asalto se hizo efectivo el 15 de julio de 1811. Tras atracar, los incursores redujeron a la guardia, eliminaron al comandante de la plaza y rindieron a la guarnición. Tras cargar veinte quintales de pólvora (cerca de una tonelada), armamentos y correajes, se clavaron los diez cañones y partieron de regreso. A las cinco de la mañana arribaron a la costa, siendo recibidos en triunfo por el general Rondeau.

### Intervención portuguesa
Elío persiguió la estrategia de retrotraer la situación en el Plata a la existente a mediados de 1810: Buenos Aires se retiraría de la Banda Oriental y negaría todo apoyo a los insurgentes, y a cambio Montevideo levantaría su bloqueo naval, a la espera de la resolución del Consejo de Regencia. Con Buenos Aires fuera, sometería las milicias orientales con el auxilio portugués.
En marzo emitió una proclama amenazando directamente con la intervención portuguesa:

"El virrey de estas provincias á los habitantes de toda la campaña de la banda oriental del Río de la Plata.
Vecinos de toda esta campaña, las intrigas, y sugestiones de la desesperada Junta de Buenos Ayres os han precipitado en el proyecto más disparatado, y criminal. Retiraos a vuestras casas á gozar de vuestra tranquilidad no se os perseguirá: de otro modo vuestra ruina y la de vuestras familias es ciertísima.
La Junta de Buenos Ayres ni quiere, ni puede daros los auxilios de soldados, y armas que os promete, porque ni los tiene ni puede pasar expedición alguna por el río, que no sea desbaratada por los muchos barcos armados con que le tengo Inundado; pero aunque alguno escape ¿de que os sirve? mirad que á mí sola orden entrarán cuatro mil portugueses, y con la expedición que ha salido á la campaña, cogidos entre dos fuegos, ni podéis escapar, ni entonces os valdrá el arrepentimiento: todavía ahora tenéis ocasión; retiraos, os digo otra vez á vuestros hogares, y si no me obedecéis, pereceréis sin remedio, y vuestros bienes serán confiscados."
Montevideo marzo 20 de 1811, Javier Elío, Gazeta de Buenos-Ayres, jueves 4 de abril de 1811.

La respuesta de Venancio Benavidez fue "Sr. D.Xavier Elío:Á siete mil hombres dispuestos, y preparados á defender á nuestro Soberano el Sr. D. Fernándo VII, la patria, y sus sagrados derechos no se conquistan con papeles."
En julio de 1811 el "Ejército Pacificador de la Banda Oriental", con unos 4.000 hombres, invade la Banda Oriental a las órdenes del Capitán General de Río Grande do Sul, Diego de Souza. 
Su primera división, al mando del Mariscal Manuel Marques, se concentró en las proximidades de Bagé y la segunda, al mando del Mariscal Joaquín Javier Curado en las márgenes del Ibirapuitan en San Diego. El 17 de julio de 1811 inició el avance hacia el sur, cruzando el río Yaguarón. En septiembre tomó la Fortaleza de Santa Teresa y el 3 de octubre prosiguió su marcha hacia el oeste sin encontrar resistencia, llegando a Maldonado a mediados de octubre, donde establece su Cuartel General.
Mientras tanto, Michelena bombardeaba Buenos Aires en julio y agosto con resultados contraproducentes: lejos de intimidar a la población y forzar a sus autoridades a aceptar el retiro, la ciudad radicalizó su posición.

### Armisticio
En Río de Janeiro el embajador británico en Brasil, Lord Strangford, había iniciado sin éxito en abril un proceso de mediación orientado a mantener el statu quo que dejara en suspenso la disputa de fondo entre los juntistas porteños y regentistas montevideanos.
No obstante la situación cambiaría. Las noticias de la derrota del 20 de junio de 1811 en la batalla de Huaqui y la retirada del Ejército del Norte, sumadas a la invasión portuguesa y una tensa situación interna, impulsaron a la Junta Grande a enviar ante Elío comisionados a fin de gestionar un armisticio. Las negociaciones fracasaron porque Elío exigía el abandono total de la Banda Oriental como condición para cualquier arreglo.
Estas condiciones no eran aceptables ni para la opinión pública de Buenos Aires ni mucho menos para los orientales. El 10 de septiembre de 1811 se reunieron los vecinos de extramuros de Montevideo convocados por Rondeau con una delegación del gobierno de Buenos Aires integrada por el Deán Gregorio Funes, Juan José Paso y Manuel de Sarratea, y se manifestaron contrarios al armisticio bajo esos términos.
No obstante, al volver la delegación a Buenos Aires caía la Junta y asumía el Primer Triunvirato, compuesto por Chiclana y los citados Paso y Sarratea. Estos estaban decididos a avanzar con el armisticio y el 7 de octubre de 1811 se cerró un acuerdo por el cual se cesaban las hostilidades, se levantaban ambos bloqueos, se retiraban los ejércitos de Buenos Aires y de Portugal y se entregaban a Elío las villas entrerrianas de Concepción del Uruguay, Gualeguay y Gualeguaychú.
El 10 de octubre, en un paraje conocido como la quinta (o chacra) La Paraguaya, hubo una segunda reunión de vecinos con José Julián Pérez, representante del Triunvirato en negociaciones con Elío, sin resultados. El 12 de octubre se levantó el sitio a Montevideo y el 20 de octubre se firmó el armisticio, ratificado al día siguiente por Elío y el 24 por el Triunvirato.

## Consecuencias
El 23 el pueblo oriental se reunió en la Asamblea de San José y resolvió aceptar por obediencia el acuerdo entre el gobierno porteño y los realistas de Montevideo, pero también mantenerse en armas contra la invasión portuguesa y emigrar del territorio nuevamente controlado por Elío. Con ello que se iniciaría el Éxodo oriental, donde un número aproximado de 16.000 personas entre milicianos y civiles marcharon con sus posesiones al norte, conducidos por Artigas.
La decisión de abandonar a los orientales fortaleció el liderazgo de Artigas y la percepción de constituir, si no una nación, al menos una entidad social y de intereses propia, más la voluntad de construir una organización política que los respaldara frente a los intereses de Buenos Aires, que se habían manifestado claramente indiferentes ante su destino y traicionado su lucha. Esto, que haría eclosión en la Asamblea de 1813 conduciría a décadas de guerra civil y al debilitamiento de la lucha por la independencia.
Artigas envió tropas hacia las Misiones Occidentales ocupadas por fuerzas portuguesas, quienes reclamaron a Buenos Aires para que tomaran medidas contra Artigas. El 16 de marzo de 1812 Diego de Souza avanzó sobre Paysandú.
El armisticio fue mal visto por todos. Elío fue relevado por la Junta de Cádiz y Gaspar de Vigodet se puso al frente del gobierno. Artigas, desde sus campamentos en el territorio de la actual provincia de Entre Ríos, continuaba sus escaramuzas contra portugueses y realistas. Los portugueses, que habían sido requeridos y luego despedidos, se negaron a hacer efectiva la evacuación del territorio oriental.
En cuanto a Buenos Aires, el frente norte se había estabilizado por lo que, cuando Vigodet exigió al Triunvirato acciones contra Artigas, se rechazó la intimación; y el 6 de enero de 1812 se cerraba el puerto de Montevideo y Vigodet daba por implícitamente roto el armisticio.
Tras un ultimátum del Triunvirato a la corte portuguesa, la mediación de Inglaterra logró que en mayo de 1812 se firmara un armisticio, el Tratado Rademaker-Herrera, que aseguró la evacuación portuguesa de la Banda Oriental.
El gobierno de Buenos Aires se consolidó lo suficiente para adquirir suficiente armamento y tomando ventaja del armisticio, emprender la ofensiva. En agosto de 1812 se propuso a Vigodet que aceptara la autoridad del gobierno de Buenos Aires, lo que fue rechazado. El Triunvirato consideró reabiertas las hostilidades y ordenó a Sarratea, a quien se sumaría Artigas, avanzar a la Banda Oriental e iniciar el segundo sitio de Montevideo.